# Joe Savikataaq

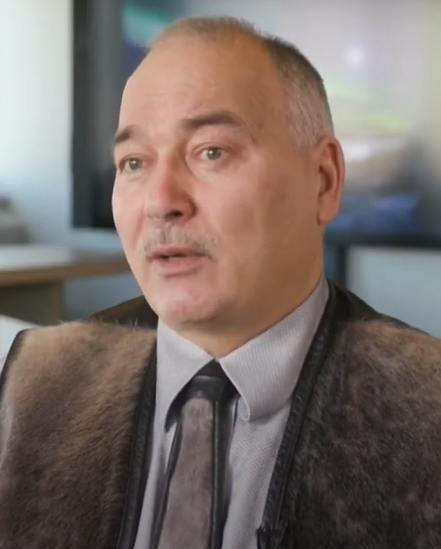
Joe Savikataaq (2021)

Joe Savikataaq (Inuktitut ᓴᐅ ᓴᕕᑲᑕᐊᖅ, * 8. Dezember 1960) ist ein kanadischer Politiker im Territorium Nunavut, der unter anderem von 2018 bis 2021 Premierminister war.

## Leben
Joe Savikataaq schloss ein Studium mit einem ein Diplom im Bereich Umwelt- und erneuerbares Ressourcenmanagement ab und war fast 30 Jahre lang als Naturschutzbeauftragter im Umweltministerium tätig. Daneben engagierte er sich mehr als zwanzig Jahre lang als Mitglied des Gemeinderates von Arviat, eine in der kanadischen Region Kivalliq gelegene Siedlung mit etwa 2.100 Einwohnern.
Bei der Wahl am 28. Oktober 2013 wurde Savikataaq im neu geschaffenen Wahlkreis „Arviat South“ erstmals zum Mitglied der Legislativversammlung von Nunavut gewählt und gehört dieser nach seinen Wiederwahlen am 30. Oktober 2017 und am 25. Oktober 2021 seither an, wobei er bei der letzten Wahl per Akklamation wiedergewählt wurde. Er hatte mehrere Ministerposten inne und war in der vierten Legislaturperiode (2013 bis 2017) unter anderem Minister für Gemeinde- und Regierungsdienste, Minister für Energie und Minister für Umwelt. Nachdem der bisherige Premierminister Peter Taptuna auf eine erneute Kandidatur verzichtete, gehörte Savikataaq neben Paul Quassa, Cathy Towtongie und Patterk Netser zu den Kandidaten für die Nachfolge. Bei der Wahl im Nunavut Leadership Forum konnte sich Quassa dabei gegen seine drei Gegenkandidaten in einer geheimen Abstimmung durchsetzen. Diese Wahl wurde am 21. November von der Legislativversammlung bestätigt, in der Quassa vereidigt wurde. In der fünften Legislaturperiode (2017 bis 2018) fungierte er daraufhin als Stellvertretender Premierminister, Minister für wirtschaftliche Entwicklung und Verkehr, Bergbauminister, Umweltminister, Energieminister und Minister für Familiendienste sowie als zuständiger Minister für die Geschäftskreditgesellschaft (Nunavut Business Credit Corporation) und die Entwicklungsgesellschaft (Nunavut Development Corporation).

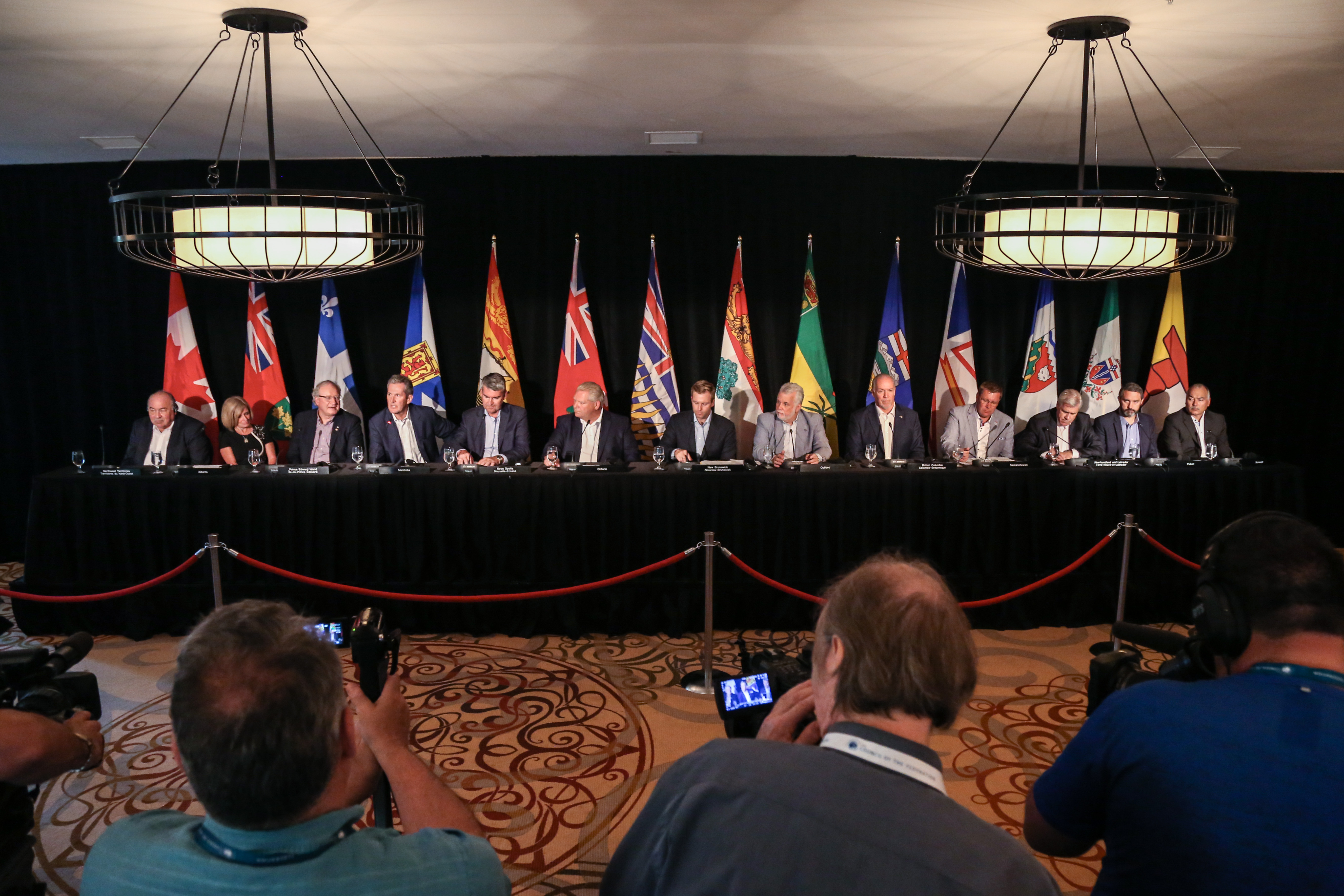
Savikataaq (rechts) bei einer Konferenz der Premiers der kanadischen Provinzen und Territorien (2018).

Am 14. Juni 2018 verlor Premierminister Quassa ein Misstrauensvotum mit 16 zu drei Stimmen verlor. Die Mitglieder der Legislativversammlung versammelten sich daraufhin im Führungsforum, das in einer ersten Runde geheimer Abstimmung keinen der Kandidaten (Lorne Kusugak, Patterk Netser und Joe Savikataaq) zum neuen Premierminister wählte. In der zweiten Runde wurde Savikataaq gewählt, der Kusugak besiegte. Die Wahl wurde dann von der Legislativversammlung bestätigt, woraufhin Savikataaq sein Amt als fünfter Premierminister des Territoriums antrat. Als Premierminister bekleidete er zudem die Ämter als Minister für Exekutive und zwischenstaatliche Angelegenheiten, Umweltminister, Energieminister, Einwanderungsminister, Minister für indigene Angelegenheiten, Minister für Senioren sowie als zuständiger Minister für den Rat zur Überprüfung der Versorgungstarife (Utility Rates Review Council).
Die Legislativversammlung von Nunavut, die zu einem Führungsforum zusammengetreten war, wählte am 17. November 2021 in geheimer Abstimmung P.J. Akeeagok zum Premierminister, der den Amtsinhaber Joe Savikataaq sowie Lorne Kusugak besiegte und daraufhin am 19. November 2021 vereidigt wurde.
Aus seiner Ehe mit Susan Savikataaq gingen drei Kinder hervor.